# Magdalena Mroczkiewicz
Magdalena Mroczkiewicz, née le 28 août 1979 à Gdańsk, est une escrimeuse polonaise, pratiquant le fleuret.

## Palmarès

### Jeux olympiques d'été
- 2008 à Pékin, (Chine)
  - 29e en individuel
  - 7e par équipes
- 2000 à Sydney, (Australie)
  -  Médaille d'argent en fleuret par équipes
  - 14e en individuel

### Championnats du monde
- 2007 à Saint-Pétersbourg,  Russie
  -  Championne du monde en fleuret par équipes
- 2004 à New York,  États-Unis
  -  Médaille de bronze en fleuret par équipes
- 2003 à La Havane,  Cuba
  -  Championne du monde en fleuret par équipes
- 2002 à Lisbonne,  Portugal
  -  Médaille d'argent en fleuret par équipes
- 1999 à Séoul,  Corée du Sud
  -  Médaille d'argent en fleuret par équipes
- 1998 à La Chaux-de-Fonds,  Suisse
  -  Médaille de bronze en fleuret par équipes

### Championnats d'Europe
- 2006 à Izmir,  Turquie
  -  Médaille de bronze en fleuret par équipes
- 2003 à Bourges,  France
  -  Championne d'Europe en fleuret par équipes
- 2002 à Moscou,  Russie
  -  Championne d'Europe en fleuret par équipes

### Championnats de Pologne
- en 2000 et 2001:
  - 2  Championne de Pologne